# صدا روی پروتکل اینترنت

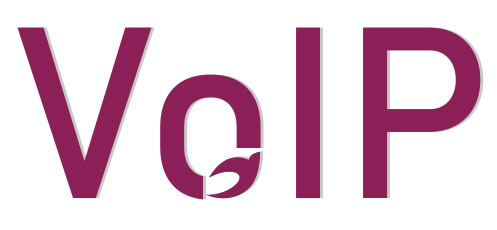
VoIP

صدا روی پروتکل اینترنت (به انگلیسی: VoIP) مخفف کلمات Voice Over Internet Protocol است. وُیپ به یک گروه از تکنولوژی می‌گویند که برای انتقال صدا و چندرسانه از شبکه‌های مبتنی بر پروتکل اینترنت، مانند اینترنت استفاده می‌کند. VoIP با عنوان‌های تلفن IP، تلفن اینترنتی، تلفن پهن‌باند، صدای پهن‌باند، تلفن تحت شبکه صدا روی پهن‌باند نیز شناخته‌می‌شود.
معمولاً از شرکت‌های ارائه‌کنندهٔ سرویس‌های VoIP به‌عنوان تهیه‌کنندگان، و از پروتکل‌های استفاده شده برای حمل علایم صدا روی شبکهٔ IP، به‌عنوان صدا روی IP یا پروتکل‌های VoIP یاد می‌شود. آن‌ها را می‌توان در اصل توسعهٔ تجاری تجربهٔ پروتکل صدای شبکه (۱۹۷۳) که توسط تهیه‌کنندگان نسل قدیمی اینترنت (ARPANET) اختراع شده‌بود، در نظر گرفت.
برخی از کاهش هزینه‌ها تا حدودی به دلیل استفاده از یک شبکهٔ منفرد برای حمل صدا و اطلاعات است، مخصوصاً در جایی که استفاده‌کنندگان به شبکه‌ای دسترسی دارند که از ظرفیت آن کمتر استفاده شده و می‌توانند از VoIP بدون هیچ هزینهٔ اضافی استفاده‌کنند. تماس‌های VoIP به VoIP برخی اوقات مجانی هستند، در حالی که تماس VoIP به شبکه‌های تلفن عمومی(PSTN) ممکن است هزینه‌ای دربرداشته‌باشد که باید توسط استفاده‌کنندگان وُیپ پرداخت شود.
پروتکل‌های صدا روی IP، سیگنال‌های تلفنی را به‌عنوان دادهٔ دیجیتال (که معمولاً با فنون فشرده‌سازی کاهش حجم یافته‌است) حمل می‌کنند.
دو نوع شبکهٔ تلفن بر روی سرویس‌های VoIP وجود دارد: شماره‌گیری داخلی مستقیم (DID) و شماره‌های دسترسی. شماره‌گیری داخلی مستقیم(DID)، تماس‌گیرنده را به‌صورت مستقیم متصل می‌کند در صورتی که لازمهٔ شماره‌های دسترسی، گرفتن شمارهٔ داخلی توسط تماس‌گیرنده‌است.

## تاریخچه
از دیرباز انتقال صدا بر روی آی‌پی یک موضوع جالب بوده‌است. تقریباً زمان اختراع اولین شبکهٔ رایانه‌ای (حدود ۱۹۷۳)، صدا بر روی پروتکل اینترنت مخابره شده بود. به کمک فناوری، مخابرهٔ صدای مکالمات بر روی اینترنت برای استفاده‌کنندگان نهایی از حداقل دههٔ ۱۹۹۰ در دسترس بوده‌است. برای مثال در سال ۱۹۹۶، یک محصول نرم‌افزاری پیچیده و فشرده شده که صدای اینترنتی یا Vocaltec نامیده می‌شد، وُیپ را، به همراه نمای اضافی (از قبیل پست صوتی و نمایشگر ID) در اختیار قرار می‌داد. به‌هر حال، آن نرم‌افزار راهی برای سامانه POTS آنالوگ پیشنهاد نمی‌داد، بنابراین فقط برای صحبت کردن با دیگر استفاده‌کنندگان برنامهٔ Vocaltec امکان‌پذیر بود. Vocaltec برای بازکردن فشردگی صدای زمان حقیقی (زمان خالص ارسال و دریافت پیام) مهم است، که در مقطعی حیاتی بود (یعنی هنگامی که اکثریت استفاده‌کنندگان، در بیشترین اوقات، یک مودم دایل‌آپ ۲۸٫۸ کیلو بیت در ثانیه در اختیار داشتند). در سال ۱۹۹۷، درجهٔ ۳، توسعهٔ اولین soft-switch (واژه‌ای که در سال ۱۹۹۸ اختراع شد) را آغاز کرد. سوئیچ‌های نرم‌افزاری برای جایگزینی سخت‌افزار سنتی switchboardها، و برای خدمت‌رسانی، به‌عنوان راه بین دو شبکه تلفنی، طراحی شده بودند.

## کارگزاری (عملیات)
VoIP وظایفی که ممکن است برای دستیابی به استفاده از شبکه‌ های قدیمی مشکل‌ تر باشند (که به‌ طور معمول برای مخابره بیشتر از یک تلفن ناکارآمد سنتی استفاده می‌ شود)، را به صورت زیر تسهیل می‌ کند: •  با توانایی همان خط تلفن متصل شده به پهنای باند. این مورد، VoIP را به یک راه‌حل ساده برای اضافه کردن یک خط تلفن اضافی به یک منزل یا دفتر تبدیل می‌ نماید. •  بسیاری از بسته‌های VoIP نماهای PSTN را که بیشتر telcos(شرکت‌های ارتباط راه دور) به‌طور معمول شارژ اضافی برای آن می‌گیرند، یا ممکن است از telco محلی شما، از قبیل ۳ راه تماس، تماس به جلو، تکرار اتوماتیک و نمایشگر ID در دسترس نباشد، را شامل می‌شوند. VoIP می‌تواند با پروتکل‌های موجود off-the-shelf از قبیل پروتکل انتقال مبدأ زمان واقعی، ایمن شود. بیشتر مشکلات تولید یک تلفن ایمن روی خطوط تلفنی قدیمی، شبیه دیجیتالی و مخابرهٔ دیجیتالی قبلاً به جای VoIP بوده‌اند. این فقط برای رمزگذاری و تصدیق جریان دادهٔ موجود لازم است. •  VoIP وابسته به محل نیست، فقط یک اتصال اینترنتی برای به دست آوردن یک اتصال به یک تهیه‌کننده یا سرویس‌دهندهٔ VoIP نیاز دارد، برای مثال کارگزاران مرکزی استفاده‌کننده از خطوط VoIP می‌توانند از هر کجا با یک اتصال اینترنتی پایدار و سریع کار کنند. •  تلفن‌های VoIP می‌توانند با دیگر خدمات در دسترس روی اینترنت شامل محاورهٔ ویدئویی، پیام یا تبادل فایل داده موازی با محاوره، کنفرانس صوتی، مدیریت کتب آدرس و اطلاعات گذرنده در بارهٔ دیگران (دوستان یا همکاران) که به صورت آنلاین برای طرفین علاقه‌مند در دسترس هستند، یکپارچه شوند.

## اجرا
از آنجایی که UDP نمی‌تواند یک سازوکار برای اطمینان از اینکه بسته‌های اطلاعاتی به‌صورت دایمی و منظم تحویل داده می‌شوند یا ضمانت‌های کیفیت سرویس را (که به عنوان QoS شناخته شده‌اند) تهیه کند، اجرای VOIP با مسایل نهفتگی و ناپایداری سیگنال مواجه‌است. این یک واقعیت است به‌ویژه هنگامی که تأخیر انتشار مدار ماهواره‌ای، ناشی از سفر چرخشی طولانی، حادث می‌شود(۴۰۰ میلی‌ثانیه تا ۶۰۰ میلی‌ثانیه برای ماهواره‌های ثابت). گره‌های دریافت‌کننده باید بسته‌های IP را که ممکن است خارج از دستور، تاخیردار یا گم شده باشند (با اطمینان از اینکه جریان صوت یک سازگاری زمان مناسب را می‌طلبد)، بازسازی کنند. این وظیفه‌مندی معمولاً به‌وسیلهٔ میان‌گیر ناپایداری سیگنال انجام می‌شود.
چالش دیگر، مسیریابی تراکم VoIP از میان دیوارهای آتش و ترجمه‌کنندگان آدرس است. کنترل‌کنندگان محدودهٔ جلسات خصوصی همراه دیوارهای آتش، برای برقراری تماس‌های وُیپ از یک شبکهٔ سازمانی حفاظت شده، استفاده می‌کنند. Skype از یک پروتکل اختصاصی برای مسیردهی به تماس‌ها استفاده می‌کند و از طریق Skypeهای دیگر در شبکه، عبور از NATS متقارن و دیوارهای آتش را اجازه می‌دهد. دیگر روش‌ها برای عبور از دیوارهای آتش، استفاده از پروتکل‌هایی از قبیل STUN یا ICE را درگیر می‌کند.
چالش‌های VoIP: •  پهنای باند در دسترس •  تأخیر نهفتگی شبکه •  اتلاف بسته •  ناپایداری سیگنال •  انعکاس صدا •  امنیت •  پایایی •  ضربان شماره‌گیری برای ترجمهٔ DTMF
بسیاری از تهیه‌کنندگان VoIP پالس شماره‌گیری را از تلفن‌های قدیمی به DTMF ترجمه نمی‌کنند. استفاده‌کننده از VoIP ممکن است از یک پالس VoIP برای تبدیل‌کنندهٔ Tone اگر نیاز باشد، استفاده کند.
تاخیرهای ثابت نمی‌تواند کنترل شود اما برخی تاخیرها می‌توانند به‌وسیلهٔ نشان‌دار کردن بسته‌های صدا به‌عنوان حساس به تأخیر، حداقل شوند. (برای مثال Diffserv را ببینید)
عامل اصلی گم شدن ازدحام است که می‌تواند به وسیلهٔ مدیریت ازدحام و پرهیز کنترل شود. حامل شبکه‌های VoIP به‌وسیلهٔ مهندسی ترافیک راه دور، از ازدحام پرهیز می‌کند.
تغییر در تأخیر، jitter نامیده می‌شود. اثرات jitter به‌وسیلهٔ ذخیره کردن بسته‌های پستی در یک بافر (بافر پخش‌کنندهٔ بیرونی) روی ورودی و قبل از پخش آن‌ها، می‌تواند کاهش یابد. این از یک حالت شناخته شده (ناتوانی بافر) که فرایند پخش دادهٔ صدا (برای پخش) به آخر می‌رسد، پرهیز می‌کند زیرا بستهٔ صدای بعدی هنوز نرسیده‌است اما تأخیر را به‌وسیلهٔ طول بافر افزایش می‌دهد.
علل مشترک بازگشت صدا، عدم تناسب در مقاومت ظاهری در مدار آنالوگ، جفت‌شدگی صوتی مخابره و دریافت سیگنال در انتهای دریافت را شامل می‌شود.

### پایایی (قابلیت اعتماد)
تلفن‌های معمولی به‌طور مستقیم به خطوط تلفن شرکت‌های تلفن متصل هستند، که در هنگام قطع برق به‌وسیلهٔ تولیدکنندگان بک‌آپ یا باتری‌های قرار داده شده در تبادل تلفن، دایر نگاه داشته می‌شوند.
به‌هر حال خانوادهٔ سخت‌افزار VoIP از مودم‌های پهن‌باند و دیگر تجهیزات تقویت شده به‌وسیلهٔ خانوادهٔ برق، که ممکن است برای زمان قطع برق در غیاب یک تأمین‌کنندهٔ برق غیرقابل انقطاع یا ژنراتور باشند، استفاده می‌کنند. کاربران (قبول‌کنندگان) اولیهٔ VoIP ممکن است همچنین استفاده‌کنندگان تجهیزات دیگر تلفن از قبیل PBX و پایگاه‌های تلفن بدون سیم باشند، که روی قدرتی که به‌وسیلهٔ شرکت‌های تلفن تأمین نشده‌است، تکیه می‌کنند. حتی با برق محلی در دسترس، خود حامل پهن‌باند هنوز ممکن است قطعی برق را به‌همان خوبی تجربه کند. در حالی که از عمر PSTN دهه‌ها می‌گذرد و به‌طور معمول به‌شدت قابل اعتماد است، بیشتر شبکه‌های پهن‌باند کمتر از ده سال عمر دارند، و حتی بهترین آن‌ها هنوز موضوعی برای قطع برق متناوب هستند. به‌علاوه تکنولوژی‌های شبکه از قبیل کابل و DSL اغلب همان درجات سرویس، هنگامی که PSTN یا تکنولوژی‌های کسب و کار با اتصالی از قبیل T1 به دست می‌آورند، را به دست نمی‌دهند.

## کیفیت سرویس
بعضی از اتصالات پهن‌باند ممکن است کیفیتی کمتر از کیفیت مطلوب داشته باشند. جایی که بسته‌های IP در هر نقطه‌ای در شبکه بین استفاده‌کنندگان وُیپ گم شده یا تأخیر یافته هستند، یک قطع شدگی زودگذر صدا وجود خواهد داشت. این بیشتر در شبکه‌های با ازدحام بالا قابل توجه‌است / یا جایی که مسافت‌های طولانی وجود دارد / یا میان کارکردی بین نقاط انتهایی است. تکنولوژی، قابلیت اعتماد و کیفیت صدا را با گذر زمان پیشرفت داده و به توسعهٔ کارایی VoIP همچنان که زمان به جلو می‌رود، ادامه خواهد داد.
آن برای تکیه کردن روی طبیعت بسته‌ای بستر حمل در ارتباطات VoIP و مخابرهٔ جریان بسته‌ها از تلفن مبدأ به تلفن مقصد به‌طور هم‌زمان در طول مسیرهای مختلف (چند مسیری) پیشنهاد شده بود. در چنین شیوه‌ای، شکست‌های گذرا فشار کمی روی کیفیت ارتباط دارند. در مسیرگزینی موی‌رگی، آن برای استفاده در کدهای منبع سطح بسته یا به‌طور ویژه کدهای مناسب برای مخابرهٔ بسته‌های زاید اضافی، که ارتباط را قابل اعتمادتر می‌سازند، پیشنهاد شده بوده‌است.
تعدادی قوانین برای حمایت از گزارش کیفیت سرویس، برای تماس‌های VoIP تعریف شده‌اند. این‌ها گزارش‌های خلاصهٔ RTCP XR(RFC۳۶۱۱)،SIP RTCP و H.۴۶۰٫۹ ضمیمهٔ B(برای H.۳۲۳) و H.۲۴۸٫۳۰ و MGCP الحاقی را شامل می‌شود. بلوک متریک RFC3611 VoIP به‌وسیلهٔ یک تلفن IP یا دروازه(gateway) در طی یک مکالمهٔ زنده تولید می‌شود و اطلاعات نرخ اتلاف پکت، نرخ دور ریخت پکت (ناشی از جیتر)، اتلاف بسته/ دور ریخت خطاهای پیاپی متریک (طول خطاهای پیاپی/ چگالی، طول شکاف/چگالی)، تأخیر شبکه، و تأخیر سامانه انتهایی، سیگنال/ پارازیت/ درجهٔ بازتاب صدا، نمرات MOS و فاکتور R و پیکربندی اطلاعات مرتبط برای میان‌گیر جیتر را شامل می‌شود.
گزارش‌های متریک RFC3611 VoIP بین نقاط انتهایی IP، بر یک مبنای اتفاقی در طول یک مکالمه، و یک انتهای پیام تلفنی فرستاده شده از طریق گزارش خلاصهٔ SIP RTCP یا یکی از دیگر پروتکل‌های علامت‌دهی الحاقی، مبادله می‌شوند. گزارش‌های متریک RFC3611 VoIP برای حمایت از بازخورد زمان واقعی مرتبط با مسایل QoS، تبادل اطلاعات بین نقاط انتهایی برای محاسبهٔ کیفیت تماس بهبود یافته و یک تنوع درخواست‌های دیگر نامزد شده‌اند.

## مشکل در ارسال دورنویس (Fax)
مشکل در ارسال دورنویس
پشتیبانی از ارسال دورنویس روی VoIP هنوز محدود است. وسایل رمزگذار صدای موجود، برای مخابرهٔ دورنویس طراحی نشده‌اند. تلاشی برای علاج این مشکل به‌وسیلهٔ تعریف یک راه حل مبتنی بر IP متناوب برای تحویل دورنویس روی IP، به نام پروتکل T.۳۸ در حال انجام است. راه حل ممکن دیگر برای چیره‌شدن بر مشکل، برخورد با سامانه دورنویس به‌عنوان یک سامانه switching (مسیریابی) پیام است (که به مخابرهٔ داده در زمان واقعی نیاز ندارد) – از قبیل ارسال یک دورنویس هنگامی که یک پیوست ایمیل وجود دارد(Fax را ببینید) یا نسخهٔ چاپی از راه دور (پروتکل چاپ اینترنتی را ببینید). سامانه انتهایی می‌تواند به‌طور کامل دادهٔ دورنویس وارده را قبل از نمایش یا چاپ تصویر دورنویس میانگیری کند.

## تماس‌های اورژانسی
طبیعت IP آن را برای مکان‌یابی جغرافیایی کاربران شبکه مشکل می‌سازد؛ بنابراین، تماس‌های اورژانسی، به‌راحتی نمی‌توانند برای یک مرکز تلفن نزدیک، مسیریابی شوند، و در برخی سامانه‌های VoIP این امر غیرممکن است. بعضی اوقات، سامانه‌های VoIP ممکن است تماس‌های اورژانسی را برای یک خط تلفن غیر اورژانس (نامزد شده) مسیریابی کنند. در آمریکا، حداقل یکی از بخش‌های پلیس مرکزی به‌طور جدی برای این تمرین، هنگامی‌که عموم مردم بالقوه در معرض خطر قرار می‌گیرند، هدف‌گذاری می‌شود.
علاوه بر این، در حوادثی که تماس‌گیرنده قادر به دادن آدرس نیست، سرویس‌های اضطراری ممکن است که قادر به مکان‌یابی آن‌ها به هیچ طریقی نباشند. دنبال کردن راهنماهای خطوط موبایل، توسط چندین حامل VoIP قبلاً یک کار محیطی تکنیکی را اجرا می‌کنند. برای مثال، یک حامل VoIP بزرگ، نیاز به ثبت آدرس فیزیکی جایی که خط وُیپ استفاده خواهد شد، دارد. هنگامی که شما با شمارهٔ اورژانس کشورتان تماس می‌گیرید، آن‌ها آن را برای سامانه محلی مناسب، مسیریابی خواهند کرد. آن‌ها همچنین مرکز تماس اضطراری خودشان (که برای مثال، از یک سرویس مبتنی بر نرم‌افزار که وابسته به محل فیزیکی ویژه‌ای نیست) و تماس‌های اورژانس غیرقابل مسیریابی با آن گرفته خواهد شد، را حفظ می‌کنند و پس از یادگیری محل فیزیکی‌تان، شما را به‌صورت دستی مکان‌یابی خواهند کرد.
اگر شما (هنگامی که به‌دلیل سیاست‌های مالیاتی ۹۱۱)، باید با کشورتان از محلی در فایل تأمین‌کنندهٔ VoIP، تماس بگیرید، ۹۱۱ همهٔ وظایف عملیاتی را نزد خود نگاه خواهد داشت.

## یکپارچگی با سامانه تلفن جهانی
هنگامی که سرویس تلفن قدیمی (POTS) و شبکه‌های تلفن سیار، یک استاندارد جهانی مشترک را(E.۱۶۴) که هر خط تلفن ویژه‌ای را شناسایی و اختصاص می‌دهد، به اشتراک می‌گذارند، چیزی شبیه استاندارد برای شبکه‌های VoIP خیلی پذیرفته نیست. برخی شماره‌ای(E.۱۶۴) که می‌تواند به‌خوبی برای تماس‌های ورودی و خروجی VoIP استفاده شود را تخصیص می‌دهند. به‌هر حال، اغلب اوقات، شماهای ناسازگار زمان تماس، بین تهیه‌کنندگان VoIP که کدهای کوتاه مخصوص تهیه‌کننده را استفاده می‌کنند، وجود دارد.

## نقطهٔ تنهای تماس
با راه‌حل‌های سخت‌افزاری VoIP، اتصال مسیریاب VoIP به جعبهٔ تلفن مرکزی موجود در خانه و هر تلفنی که قبلاً به VoIP متصل شده‌است، ممکن می‌گردد. خدمات VoIP مبتنی بر نرم‌افزار، نیازمند به استفاده از یک کامپیوتر است، لذا این خدمات به نقطهٔ تنهای تماس محدود می‌شوند، به‌هر حال اکنون مجموعه تلفن‌هایی در دسترس هستند که بدون نیاز به یک PC امکان استفاده از VoIP را میسر می‌سازند. برخی سرویس‌ها توانایی اتصال به تلفن‌های WiFi SIP را فراهم می‌کنند آنچنانکه سرویس می‌تواند در سر تا سر ملک، و خارج از آن، برای هر محلی با یک hotspot باز، توسعه یابد. به‌هر حال، توجه کنید که بسیاری از hotspotها به تصدیق مبتنی بر مرورگر، که بیشتر تلفن‌های SIP نمی‌توانند از آن پشتیبانی کنند، نیاز دارند.

## تلفن‌های سیار و تجهیزات دستی
شرکت‌های تلفن و مصرف‌کنندگان، میلیاردها دلار در تجهیزات تلفن سیار سرمایه‌گذاری کرده‌اند. در کشورهای توسعه یافته، خطوط موبایل تقریباً به نفوذ کامل در بازار دست یافته‌اند، و بسیاری از مردم خطوط زمینی‌شان (خطوط ارتباطی با کابل) را رها و منحصراً از خطوط سیار استفاده می‌کنند. در چنین موقعیتی، تقاضای فراگیر برای استفاده از VoIP در میان مصرف‌کنندگان کاملاً محرز نیست تا هم بخش عمومی یا مجموعهٔ شرکت‌های شبکه‌های بی‌سیم پوشش جغرافیایی شبیه، برای شبکه‌های سلولی (ایجاد خطوط VoIP سیار بدان وسیله، چنان‌که خطوط WiFi یا VoWLAN نامیده می‌شود) برای آن ایجاد یا VoIP را روی شبکه‌های ۳Gی به ارث رسیده، اجرا نمایند. به‌هر حال، مجموعهٔ تلفن‌های «دو نمایه» که تحویل ارتباط بدون انقطاع را بین یک شبکهٔ سلولار و یک شبکهٔ WiFi ممکن می‌سازند، برای کمک به رواج بیشتر VoIP مورد انتظار هستند.
تلفن‌هایی شبیه به NEC N۹۰۰iL، و مدل‌های بعد از آن(Nokia E۶۰، ۶۱)، اولین مجموعه تلفن‌های دو نمایهٔ قادر به تحویل VoIP سیار بوده‌اند. با بیشتر و بیشتر شدن خطوط سیار و تجهیزات دستی استفاده‌کنندگان VoIP، اسامی مستعار MoIP و MVoip(موبایل VoIP) به این کاربردهای سیار انتساب یافته‌اند.
وسایل دستی نوع دیگری از وسایل هستند که به آن وسیله شما می‌توانید از خدمات VoIP استفاده کنید. از این‌رو بیشتر این وسایل با توجه به استفادهٔ از انواع GSM/GPRS وسایل ارتباط، محدود شده‌اند، تقریباً همهٔ وسایل دستی از WiFiهای برخی گونه‌ها استفاده می‌کنند.
وسایل دستی دیگر، وسایل نوع بارکد استحکام یافته هستند که در انبارها و محیط‌های خرده‌فروشی استفاده می‌شوند. این نوع وسایل روی خدمات «داخل چهار دیواری» VoIP که به دنیای خارجی متصل نمی‌شوند و منحصراً برای ارتباطات یک کارمند به کارمند دیگر استفاده می‌شوند، تکیه می‌کنند.

## امنیت
VoIP بسیاری از مصرف‌کنندگان هنوز از رمزگذاری پشتیبانی نمی‌کند، اگر چه داشتن یک تلفن امن با VoIP ساده‌تر از خطوط تلفن سنتی است. به‌عنوان یک نتیجه، استراق سمع روی تماس‌های VoIP و حتی تغییر محتویاتشان برای یک متخصص شبکه که دارای ابزارهای نرم‌افزاری لازم باشد، نسبتاً ساده‌است. چندین راه‌حل منبع باز وجود دارد که دریافت و ردیابی محاورات VoIP را تسهیل می‌کند. مقدار اندکی از امنیت، برای کدهای سماعی انحصاری که به‌طور ساده برای درخواست‌های منبع باز در دسترس نیستند، به‌طور مقتضی حاصل می‌شود، به‌هر حال اینچنین امنیت مبهم به اثبات نرسیده‌ای در کاربرد طولانی مدت در دیگر زمینه‌ها، مؤثر نیست. برخی فروشندگان نیز تراکم را برای مشکل‌تر ساختن استراق سمع، مورد استفاده قرار می‌دهند. به‌هر حال، امنیت واقعی به کدگذاری و پنهان کردن و تصدیق نهفته که به‌طور گسترده در دسترس مصرف‌کننده نیست، نیاز دارد. استاندارد ایمن موجود SRTP و پروتکل ZRTP جدید در مبدل‌های تلفن آنالوگ(ATAs) به‌همان خوبی تلفن‌های نرم‌افزاری متغیر، در دسترس است. این امر، استفاده از IPsec برای P2P VoIP ایمن را با استفاده از رمزگذاری فرصت‌طلبانه ممکن می‌سازد. Skype از SRTP استفاده نمی‌کند، اما از رمزگذاری که برای تهیه‌کنندگان Skype شفاف است، استفاده می‌کند.
گزینهٔ VPN صدا، صدای ایمن را برای شبکه‌های وُیپ با درخواست رمزگذاری IPsec برای جریان صدای دیجیتال تأمین می‌کند.

## کارت‌های تلفن پیش‌پرداخت شده
VoIP به یک تکنولوژی مهم برای سرویس‌های تلفن برای مسافران تبدیل شده‌است، کارگران مهاجر و تبعیدشدگان، که هر یک، به‌علت هزینه‌های بالای سفر در کشور بیگانه به اجبار فاقد تلفن ثابت یا سیار هستند، سرویس‌های VoIP را برای تماس‌های تلفنی انتخاب می‌کنند. کارت‌های تلفن پیش‌پرداخت همچنین می‌تواند از یک تلفن معمولی یا کافهٔ اینترنتی که سرویس‌های تلفن دارند، استفاده شود. کشورهای توسعه یافته و محدوده‌های با توریست بالا یا انجمنهای مهاجرت به‌طور کلی ادراک بیشتری نسبت به این موضوع دارند.

## تعیین هویت تماس گیرنده
تعیین هویت تماس گیرنده از سوی تهیه‌کنندگان متفاوت VoIP پشتیبانی می‌شود، هر چند اکثریت تهیه‌کنندگان VoIP حالا تعیین هویت کامل تماس گیرنده (با نام، یا یادآوری تماس‌های گرفته شده) را پیشنهاد می‌کنند. هنگام تماس یک شمارهٔ PSTN سنتی، از سوی برخی تهیه‌کنندگان VoIP، تعیین هویت تماس‌گیرنده پشتیبانی نمی‌شود.
در حالات بسیار اندکی، تهیه‌کنندگان VoIP اجازهٔ کلاهبرداری از اطلاعات تعیین هویت تماس گیرنده را به یک تماس‌گیرنده می‌دهند، این امر زمانی اتفاق می‌افتد که هر از چندگاهی آن‌ها از یک شمارهٔ متفاوت تماس می‌گیرند. درجهٔ تجاری تجهیزات VoIP و نرم‌افزار، اغلب آن را برای تصحیح اطلاعات تعیین هویت تماس‌گیرنده ساده می‌سازد. اگر چه این امر می‌تواند انعطاف بسیار زیاد تجاری ایجاد کند، اما راه را برای سوء استفاده نیز بازمی‌گذارد.

## صدا روی پیام فوری(VoIM)
صدای روی پیام لحظه‌ای(VoIP,(VoIM را در هنگامی که یک ارتباط در میان چندین ارتباط وجود دارد، با یک لیست تماس و حضور واسط، به‌عنوان تجربهٔ ابتدایی کاربر معرفی می‌کند. بسیاری از سرویس‌های پیام‌آور لحظه‌ای، مشتری به مشتری یا مشتری به PSTN VoIP را در متوسط ۲۰۰۰ ثانیه اضافه می‌کند.

## اختیار
بازاریابی انبوه تلفن
آغاز یک توسعهٔ اساسی در سال ۲۰۰۴، مقدمهٔ خدمات انبوه بازار VoIP روی سرویس‌های دسترسی به اینترنت پهن‌باند بوده‌است، که مشترکین هنگامی که روی PSTN هستند تماس‌ها را ایجاد و دریافت می‌کنند. شرکت‌های تلفن VoIP خدمات کامل تلفن تماس‌های به درون و به بیرون را با تماس‌گیری مستقیم به‌درون تهیه می‌کنند. بسیاری تماس نامحدود به آمریکا، و بعضی برای کانادا یا کشورهای انتخاب شده در اروپا یا آسیا را به همان خوبی، با هزینهٔ ماهیانهٔ یکسان پیشنهاد می‌دهند.
این خدمات تنوع وسیعی از شکل‌هایی که می‌تواند بیشتر یا کمتر شبیه به POTS سنتی باشد را در برمی‌گیرد. در نهایت، تلفن آنالوگ(ATA) ممکن است برای سرویس‌گیری به اتصال اینترنتی پهن‌باند و یک جک تلفن موجود که تقریباً غیرقابل تشخیص از POTS در جک‌های دیگر اقامتگاه است، متصل شود. این نوع خدمت، که مخصوص یک مکان ثابت است، به‌طور عمومی به‌وسیلهٔ تهیه‌کنندگان اینترنت پهن‌باند از قبیل شرکت‌های کابلی و شرکت‌های تلفنی به‌عنوان یک خدمت تلفنی سنتی با نرخ ارزان‌تر یکسان پیشنهاد شده‌است. عبارت "VoIP" اغلب در فروش این خدمات استفاده نمی‌شود، ولی صنعت به جای آن از عبارت‌های "تلفن اینترنتی"، "تلفن دیجیتال" یا "تلفن نرم" برای استفاده‌کنندگان تلفن معمولی که لزوماً دانا به تکنولوژی نیستند، استفاده کرده‌است. به‌طور معمول، تهیه‌کننده فواید قادر بودن برای نگهداری شماره تلفن موجود یک فرد را، اعلام می‌کند.
از سوی دیگر خدماتی شبیه به پروژهٔ (جیزمو) و اسکایپ وجود دارند که روی یک مشتری نرم‌افزاری در یک کامپیوتر (به جهت قرار دادن یک تماس روی شبکه) تکیه می‌کنند، جایی که یک استفاده‌کنندهٔ ID می‌تواند روی بسیاری از کامپیوترهای متفاوت یا در مکان‌های متفاوت روی یک لپ‌تاپ استفاده کند. در این میان سرویس‌های ناصحیح که یک تماس گیرندهٔ تلفن برای وصل شدن به اتصال پهن‌باند تهیه می‌کند، شبیه به سرویس‌های پیشنهاد شده به‌وسیلهٔ تهیه‌کنندگان پهن‌باند (و در برخی حالات اجازهٔ اتصالات مستقیم تلفن‌های SIP را نیز می‌دهد) بر ادراک بیشتر مصرف‌کننده از تکنولوژی، هدف‌گذاری شده‌اند که قابلیت حمل را از مکانی به مکانی دیگر اجازه می‌دهد. فایدهٔ این دو نوع خدمت، توانایی برای ایجاد و دریافت تماس‌ها با هر جایی در دنیا و نه با هزینهٔ بالا، هنگامی که فرد در منزل است، می‌باشد. هزینهٔ اضافه‌ای هنگام انحراف تماس از طریق PSTN وجود ندارد، و مجموعهٔ تماس‌ها، برای تماس اصلی هزینه‌ای در برندارد. برای مثال اگر یک مشتری با یک شماره تلفن خانگی در آمریکا یا کانادا با فرد دیگری در محدودهٔ تماس محلی‌اش، تماس بگیرد، آن همانند تماس محلی، صرف‌نظر از جای فرد در دنیا، عمل خواهد کرد. استفاده‌کننده اغلب ممکن است کدهای منطقهٔ فرد دیگری در محدودهٔ خودش را برای به حداقل رساندن هزینه‌های تلفن (برای یک شمارهٔ تماس تکراری با مسافت طولانی) انتخاب کند.
برای برخی استفاده‌کنندگان، مکمل‌های تلفن پهن‌باند برای جابجایی‌های سریع‌تر، از یک خط PSTN خدمات سنتی، لازم است. VoIP به یک اتصال اینترنتی پهن‌باند نیاز دارد و اگر یک تلفن اختیاری استفاده می‌شود، یک برق در اختیار معمولاً مورد نیاز است. در زمان قطع برق، سرویس‌های VoIP معمولاً عمل نمی‌کنند. به علاوه، یک تماس به شمارهٔ ۹۱۱(خدمات اورژانس) برای اعزام به نزدیک‌ترین مرکز اورژانس محلی ممکن است به‌طور خودکار مسیریابی نشود، و برای مشتری‌های خارجی آمریکا می‌تواند استفاده‌ای نداشته باشد. این واقعیت بالقوه‌ای برای استفاده‌کنندگان است که یک شماره با کد خارج از محدودهٔ خودشان را انتخاب کنند. بعضی تهیه‌کنندگان VoIP به استفاده‌کنندگان توانایی برای ثبت آدرس‌هایشان را پیشنهاد می‌کنند به‌نحوی که سرویس‌های ۹۱۱ آنچنانکه آنان متوقع هستند، کار کنند.
چالش دیگر این خدمات، کارکرد مناسب تماس‌های صادره از ماشین‌های FAX، جعبه‌های TiVo/ReplayTV، دریافت‌کنندگان تلویزیون ماهواره‌ای، سامانه‌های هشداردهنده، مودم‌های متعارف یا فکس مودم‌ها و دیگر وسایل شبیه‌است که دسترسی به یک خط تلفن رتبه‌بندی صدا برای بعضی یا به همهٔ عاملیتشان بستگی دارد. در حال حاضر، بعضی اوقات انواع تماس‌ها بدون هیچ مشکلی به‌طور سراسری انجام می‌شود، اما در حالات دیگر آن‌ها به‌هیچ وجه سرتاسر پیش نمی‌روند؛ و در برخی حالات، این تجهیز می‌تواند برای کار روی یک اتصال VoIP، اگر سرعت ارسال به یک نرخ بایت بر ثانیهٔ پایین‌تر تغییر کند، ساخته شود. اگر VoIP و جانشین سلولار خیلی عمومی شود، برخی سازندگان تجهیزات فرعی ممکن است برای طراحی دوبارهٔ تجهیزات تحت فشار قرار گیرند زیرا امکان تظاهر طولانی‌تر به وجود یک خط تلفن در دسترس رتبه‌بندی صدای معمولی در تقریباً همهٔ خانه‌ها در آمریکای شمالی و اروپای غربی ممکن نیست. وب‌سایت TestYourVoIP یک سرویس مجانی برای تست کیفیت (یا تشخیص) یک اتصال اینترنت با برقراری تماس‌های VoIP، شبیه به هر مرورگر ساده شدهٔ وب توانمند شده با جاوا، یا از هر تلفن یا وسیلهٔ VoIP قادر به تماس با شبکهٔ PSTN را پیشنهاد می‌کند.

## اشخاص حقیقی و شرکت‌های ارتباط از راه دور استفاده‌کننده
اگر چه محیط‌های دفتری کمی و حتی خانه‌های کمتری از یک زیرساخت VoIP ناب استفاده می‌کنند، تهیه‌کنندگان ارتباطات راه دور هر روز از علم تلفن IP، اغلب روی یک شبکهٔ IP اختصاصی، برای اتصال ایستگاه‌های سوییچینگ (راه‌گزینی) سیگنال‌های صدای تبدیل یافته به بسته‌ها و برعکس استفاده می‌کنند. نتیجه، ایجاد یک شبکهٔ دیجیتال دیتای خلاصه شدهٔ مجز است که تهیه‌کننده می‌تواند به‌راحتی برای اهداف چندگانه مورد استفاده قرار دهد و آن را ارتقا بخشد.
تلفن مشتری حقوقی اغلب و منحصراً از تلفن IP برای سود جستن از مزایای دنیای مجزا حمایت می‌کند. مزیت استفاده از این تلفن، نیاز به فقط یک کلاس اتصال مدار (حوزه- مسیر) و استفادهٔ بهتر از پهنای باند است. شرکت‌ها می‌توانند گت‌وی‌های خودشان را برای حذف هزینه‌های بخش سوم که در برخی موقعیت‌ها ارزنده‌است، پیدا کنند.
VoIP به‌طور گسترده به‌وسیلهٔ حامل‌ها، مخصوصاً برای تماس‌های تلفنی بین‌المللی به‌خدمت گرفته شده‌است. آن به‌طور عمومی برای شروع آمد و شد مسیر و پایان در تلفن‌های PSTN معمولی استفاده شده‌است.
بسیاری از شرکت‌های ارتباط از راه دور زیرسامانه چند رسانه‌ای IMS)IP)، که تکنولوژی‌های اینترنت را با دنیای موبایل یکی خواهد کرد (استفاده از یک زیرساخت VoIP خالص) جستجو می‌کنند. این، آن‌ها را برای ارتقای سامانه‌های موجودشان هنگام پذیرفتن تکنولوژی‌های اینترنت از قبیل ایمیل، وب، پیام فوری، حضور و کنفرانس‌های ویدئویی توانا خواهد ساخت. آن همچنین به سامانه‌های VoIP موجود به‌عنوان واسط با PSTN معمولی و تلفن‌های سیار (موبایل) اجازه خواهد داد.
شماره‌گیری الکترونیکی(ENUM) از شماره‌های تلفن استاندارد(E.۱۶۴) استفاده می‌کند، اما اجازهٔ اتصالات کامل روی اینترنت را می‌دهد. اگر بخش دیگری از ENUM استفاده کند، هزینه فقط شامل اتصال به اینترنت است. PBX مجازی (یا IP PBX) به شرکت‌ها برای کنترل شبکهٔ تلفن داخلی‌شان روی یک LAN موجود اجازه داده و بدون نیاز به سیم یک شبکهٔ تلفن مجزا، سرویس می‌دهد. سپس استفاده‌کنندگان از طریق این محیط می‌توانند از تلفن‌های استاندارد دوبل (زوج) با یک FXS، تلفن IP متصل شده به یک پورت داده یا یک تلفن نرم روی PCیشان استفاده کنند. شبکه‌های تلفن VoIP داخلی، تماس خارج از محدوده و داخل محدوده روی خطوط PSTN استاندارد را به‌واسطهٔ استفاده از وفق‌دهنده‌های (مبدل‌های) FXO اجازه می‌دهد.

## استفاده در رادیوی غیر حرفه‌ای
بعضی وقت‌ها رادیوی نامیده شده روی پروتکل اینترنت یا RoIP، یا رادیوی آماتور، VoIP را به‌وسیلهٔ تکرارکننده‌های ارتباط و استفاده‌کنندگان از Echolink, IRLP, D-STAR, Dingotel و EQSO اقتباس کرده‌است. در حقیقت، اکولینک به استفاده‌کنندگان برای اتصال به تکرارکننده‌ها از طریق کامپیوترهایشان (روی اینترنت) و بیشتر (و سریع‌تر) به‌وسیلهٔ استفاده از یک رادیو، اجازه می‌دهد. به‌وسیلهٔ استفاده از رادیوی آماتور VoIP اپراتورها قادرند که ایجاد کنند شبکه‌های تکرارکنندهٔ بزرگ را در همکاری با تکرارکننده‌ها روی دنیا، جایی که اپراتورها می‌توانند دسترسی داشته باشند به سامانه با رادیوهای تازه‌کار واقعی.
رادیوهای استفاده‌کننده از اپراتورهای رادیوی جدید قادر به تنظیم (تغییر) فرکانس با تکرارکننده‌های با امکانات VoIP و استفاده از سیگنال‌های DTMF برای دستور به تکرارکننده برای اتصال به تکرارکننده‌های دیگر هستند، از اینرو به آن‌ها برای صحبت کردن با مردم سراسر دنیا، حتی با رادیوهای VHF «خط دید» اجازه می‌دهد.

## ضربه برای تماس
ضربه برای تماس، سرویسی است که به استفاده‌کنندگان اجازه می‌دهد به یک دکمه ضربه بزنند و بی‌درنگ با یک نمایندهٔ سرویس مشتری صحبت کنند. تماس همچنین می‌تواند روی VoIP حمل شود، یا مشتری ممکن است یک تماس به عقب فوری را با ورود شماره تلفن آن‌ها تقاضا کند. یک سود مهم برای تهیه‌کنندگان «ضربه برای تماس» آن است که به شرکت‌ها برای بازبینی کردن، هنگامی که دیدارگران آنلاین از وب‌سایت به یک کانال فروش تلفن تغییر می‌کنند، اجازه می‌دهد.

## مسایل قانونی در کشورهای مختلف
هنگامی که محبوبیت VoIP رشد می‌کند، و کاربران PSTN در افزایش اعضا به VoIP سوئیچ می‌کنند، دولت‌ها در تعدیل VoIP، شبیه به خدمات PSTN، علاقه‌مندتر می‌شوند، به خصوص با تشویق انحصارگران تلفن تحت قیمومیت دولت، فروشندگان انحصاری یک کشور، که این را به‌عنوان راهی برای رقابت جدید آرام گرفته، تلقی می‌نمایند.
در آمریکا کمیتهٔ ارتباطات فدرال هم‌اکنون به همهٔ اپراتورهای VoIP که از ۹۱۱ افزوده شده پشتیبانی نمی‌کنند نیاز دارد، تا یک برچسب خطا، که: «سرویس‌های ۹۱۱ سنتی در دسترس نیستند» را الحاق کند. FCC(سازمان آمریکایی مسئول منظم کردن ارتباطات) اخیراً به اپراتورهای VoIP برای حمایت از عاملیت استراق سمع CALEA نیاز داشت. پیمان ارتباطات از راه دور ۲۰۰۵ افزودن بیشتر مقررات PSTN سنتی، از قبیل قابلیت انتقال شمارهٔ محلی و حقوق لازمه سرویس جهانی را پیشنهاد می‌دهد. مسایل دیگر قانونی آینده شبیه به: شامل شدن قوانین در مقابل استراق سمع، و بی‌طرفی شبکه هستند.
برخی از کشورهای آمریکای لاتین و وابسته به دریای کارائیب، برای خدمات تلفنی ایالت‌های خودشان، که محدودیت‌هایی روی استفاده از VoIP تحمیل شده‌است، بیمناک هستند، شامل پاناما، جایی که برای VoIPمالیات وضع شده‌است. در اتیوپی، جایی که حکومت تنها سرویس‌دهندهٔ ارتباط از راه دور است، و پیشنهاد برای استفاده از خدمات VoIP یک گناه مجرمانه‌است. کشور، دیوارهای آتش را برای جلوگیری از تماس‌های بین‌المللی ایجاد شده با استفاده از VoIP، نصب کرده‌است. این اقدام‌ها که بعد از عمومیت و محبوبیت VoIP اتخاذ گردید، درآمد شرکت ارتباط از راه دور مالک ایالت را کاهش داد.
در اروپای واحد رفتار تهیه‌کنندگان خدمات VoIP یک تصمیم برای هر عضو تعدیل‌کنندهٔ ارتباطات از راه دور ملی ایالت است، که باید از قانون رقابت برای تعریف بازارهای ملی مربوط و مناسب استفاده کند و سپس تعیین کند که آیا هر تهیه‌کنندهٔ سرویس در بازارهای ملی آن‌ها «قدرت بازاری عمده» دارد (فلذا موضوع برای تعهد، باید مشخص باشد). معمولاً یک تمایز عمومی بین خدمات VoIP روی شبکه‌های مدیریت شده (از طریق اتصالات پهن‌باند) و خدمات VoIP روی شبکه‌های مدیریت نشده (الزاماً، اینترنت) ایجاد می‌شود.
خدمات وُیپ که روی شبکه‌های مدیریت شده عمل می‌کنند اغلب یک جایگزین پایدار برای خدمات تلفن PSTN(با وجود مسایل قطع برق و فقدان اطلاعات جغرافیایی) محسوب می‌گردند، به‌عنوان یک نتیجه، اپراتورهای دستی (در عمل، اپراتورهای متصدی) که این خدمات را تهیه می‌کنند ممکن است محدودهٔ خودشان را به‌وسیلهٔ التزام کنترل قیمت، یا جداسازی شماره حساب، پیدا کنند.
خدمات VoIP که روی شبکه‌های مدیریت نشده عمل می‌کنند اغلب آنچنان از نظر کیفیت فقیر در نظر گرفته می‌شوند که یک جانشین قابل دوام برای خدمات PSTN باشند، به‌عنوان یک نتیجه، آن‌ها ممکن است بدون هیچ وظیفهٔ مشخصی تهیه شده باشند، حتی اگر یک تهیه‌کنندهٔ خدمت، «قدرت بازاری عمده» داشته باشد.
در پیش‌نویس رهنمود جامعهٔ اروپا وظایفی که می‌تواند به‌طور مستقل از قدرت بازار وجود داشته باشد شفاف نیست (برای مثال وظیفهٔ پیشنهاد دسترسی به تماس‌های اورژانس)، و اظهارنظر قطعی در مورد این‌که هر دو نوع تهیه‌کنندگان سرویس VoIP به‌وسیلهٔ این رهنمود محدود شده‌اند، غیرممکن است. یک بازبینی در رهنمود اروپا در حال انجام است و باید تا سال ۲۰۰۷ کامل شود.
در هند، استفاده از VoIP قانونی است، اما داشتن Gatewayهای VoIP در داخل هند غیرقانونی است. این به‌طور مشخص به این معناست که افرادی که PC دارند می‌توانند از آن برای ایجاد یک تماس VoIP روی هر شماره‌ای استفاده کنند، اما اگر طرف دور یک تلفن معمولی است، Gatewayای که تماس VoIP را برای یک تماس POTS تبدیل می‌کند نباید داخل هند باشد.
در UAE، استفاده از هر شکل VoIP، برای وسعتی که وب‌سایت‌های Skype و پروژهٔ جیزمو کار نمی‌کنند، غیرقانونی است.
در جمهوری کره، فقط تهیه‌کنندگان ثبت شده توسط حکومت برای پیشنهاد خدمات VoIP مجاز هستند. غیرشبیه به بسیاری از تهیه‌کنندگان VoIP، و بیشتر آن‌ها نرخ‌های یکسان پیشنهاد می‌کنند. خدمات VoIP کره‌ای‌ها به‌طور معمول در نرخ‌هایی شبیه به تماس‌های زمینی اندازه‌گیری و شارژ می‌شوند. تهیه‌کنندگان VoIP خارجی از قبیل Vonage، با موانع بسیار برای ثبت نام حکومتی روبرو می‌شوند. این مسئله در سال ۲۰۰۶، هنگامی که تهیه‌کنندگان سرویس اینترنتی خدمات اینترنت شخصی دارای قرارداد برای اعضای نیروهای ایالت‌های متحد کره، مقیم در پایانه‌های USFK، تهدید کردند که دسترسی به خدمات VoIP را که به‌وسیلهٔ اعضای USFK به‌عنوان یک راه اقتصادی برای تماس با خانواده‌هایشان در ایالت متحده استفاده می‌شد، مسدود می‌کنند، در زمینه‌هایی که تهیه‌کنندگان سرویس VoIP اعضای ثبت نشده بودند، به اوج رسید. یک مصالحه بین USFK و مقامات رسمی ارتباطات از راه دور کره در ژانویهٔ ۲۰۰۷ حاصل شد، جایی که اعضای سرویس USFK قبل از یکم ژانویهٔ ۲۰۰۷ به کره می‌رسیدند و امکان تصدیق خدمات ISP بر پایهٔ استفادهٔ اشتراک VoIP مبتنی بر آمریکا، ادامه یابد، اما بعداً ورودی‌ها باید از یک تهیه‌کنندهٔ VoIP مبتنی بر کره‌ای استفاده کنند، که به‌وسیلهٔ قرارداد، قیمتی شبیه به نرخ‌های یکدست ارائه شده به‌وسیلهٔ تهیه‌کنندگان VoIP آمریکا، پیشنهاد خواهد کرد.

## تلفن IP در ژاپن
در ژاپن تلفن IP電話، IP Denwa?)IP) به‌عنوان یک سرویس کاربردی تکنولوژی VoIP، به‌عنوان تمام یا یک بخش از خط تلفن در نظر گرفته می‌شود. از سال ۲۰۰۳(شروع تلفن IP)، سرویس تلفن IP به اعضای تلفن که آمادگی داشتند، واگذار شد. صدا تنها سرویس تلفن IP نیست، بلکه سرویس تلفن ویدیو نیز وجود دارد. بر اساس قانون تجارت ارتباط از راه دور، تقسیم‌بندی سرویس برای تلفن IP، بر سرویس تهیه شده از طریق اینترنت نیز که به هیچ عضو تلفنی واگذار نشده، دلالت می‌کند. تلفن IP به‌طور پایه‌ای، به‌وسیلهٔ وزارت امور داخلی و ارتباطات(MIC)، به‌عنوان یک سرویس ارتباط از راه دور در نظر گرفته شده‌است. اپراتورها مجبور به افشای اطلاعات ضروری روی کیفیت، و دیگر مسایل آن و اولویت برای عقد قرارداد با مشتریان هستند، و برای پاسخ به شکایات آن‌ها از صمیم قلب، التزام دارند.
بسیاری از رسانندگان خدمات اینترنتی(رساننده خدمات اینترنتیها)، خدمات تلفن IP را ارائه می‌دهند. از این رو، تهیه‌کننده، که سرویس تلفن IP را ارائه می‌دهد، " ITSP (رساننده سرویس تلفن اینترنت)" نامیده می‌شود. اخیراً، رقابت بین ITSPها، به‌وسیلهٔ انتخاب گزینه‌ای یا مجموعهٔ فروش، همراه با خدمات ADSL یا اف تی تی ایکس فعال شده‌است.
سامانه تعرفهٔ معمولی استفاده شده برای تلفن IP ژاپنی‌ها، به‌شرح موارد زیر گرایش دارد: •  تماس بین مشترکین تلفن IP، محدود شده به همان گروه، اغلب بدون هزینه‌است. •  تماس از مشترکین تلفن IP به خطوط ثابت یا PHS، بیشتر نرخ ثابت و یکسان روی کل کشور دارد.
بین ITSP، هزینهٔ تماس داخلی بیشتر در حد VoIP نگهداری می‌شود. •  در صورت واگذاری تلفن IP به عضو تلفن معمولی(۰AB – J)، تماس داخلی همانند تلفن معمولی در نظر گرفته می‌شود. •  در صورت واگذاری تلفن IP به عضو تلفن ویژه(۰۵۰)، تماس داخلی همانند زیر در نظر گرفته می‌شود،
o تماس داخلی بعضی اوقات هزینه‌دار است (و برخی زمان‌ها، بدون هزینه). در حالت بدون هزینه، بیشتر، ترافیک‌ها از طریق اتصال P2P با همان استاندارد وُیپ مبادله می‌شوند. وگرنه، محاورهٔ مشخص، نیازمند به نقطهٔ گت‌وی VoIP است، که به هزینه‌های اجرایی نیاز دارد.

## شماره تلفن برای تلفن IP در ژاپن
از سپتامبر ۲۰۰۲، MIC تلفن IP را در حالتی که سرویس آن در داخل طبقه‌بندی‌های خواسته شدهٔ مشخص کیفیت می‌افتد، به اعضای تلفن، واگذار کرده‌است. تلفن IP با کیفیت بالا به یک عضو تلفن واگذار می‌شود. به‌طور معمول شماره با عدد ۰۵۰ شروع می‌شود. اما هنگامی که کیفیت آنچنان بالاست که مشتری تقریباً نمی‌تواند تفاوت بین آن و یک تلفن معمولی را بیان کند و هنگامی که تهیه‌کننده شمارهٔ آن را با یک مکان گزارش می‌دهد و اتصال را با امکانات برقراری تماس اضطراری ارائه می‌کند، تهیه‌کننده اجازه دارد یک شماره تلفن معمولی را، که یک شمارهٔ "۰AB-J" نامیده می‌شود، واگذار کند.

## جزئیات فنی
دو استاندارد اصلی مختلف برای VoIP، استاندارد SIP,IETF و استاندارد H.323,ITU هستند. در ابتدا H.۳۲۳ عمومی‌ترین پروتکل بود، اگر چه در «چرخش محلی»، SIP از آن پیش افتاده‌است. این مقدمهٔ لازم برای پیمایش بهتر NAT و دیوارهای آتش بود، اگر چه تغییرات اخیر معرفی شده برای H.۳۲۳ این مزیت را جابجا کرده‌است.
به‌هر حال، در شبکه‌های زیرساخت(backbone) تلفن، جایی که هر چیز زیر کنترل عملگر شبکه یا ارتباط از راه دور است، H.۳۲۳ پروتکل انتخابی است. بسیاری از بزرگ‌ترین شرکت‌های اتصال دهنده، از H.۳۲۳ در مرکز backbone استفاده می‌کنند و خیل عظیم تماس‌گیرندگان که تماس‌های POTS آن‌ها روی VoIP منتقل می‌شود اصلاً یا کمتر متوجه آن می‌شوند.
جایی که VoIP از میان سوئیچ‌های نرم‌افزاری انتقال دهندگان متعدد عبور می‌کند، مفاهیم رسانهٔ کامل و نوع علامت‌دهی مهم هستند. در H.۳۲۳، داده، از سه جریان داده به دست می‌آید:
۱)علامت‌دهی تماس H.۲۲۵٫۰
2)H.۲۴۵
۳) رسانه.
بنابر این اگر شما در لندن هستید، انتقال دهندگان میانی شما در استرالیاست و شما می‌خواهید که با آمریکا تماس بگیرید، پس در حالت پروکسی کامل، هر سه جریان نیمی از دور دنیا را طی خواهند کرد و تأخیر بالا(۵۰۰ تا ۶۰۰ میلی ثانیه) و بسته گم شده زیاد خواهد بود. به‌هر حال در حالت نمایندگی علامت‌دهی، جایی که فقط جریان‌های علامت‌دهی از طریق تهیه‌کننده وجود دارد، تأخیر، با کاربرد سهل‌تر، به ۱۲۰ تا ۱۵۰ میلی ثانیه کاهش داده خواهد شد.
یکی از مسایل کلیدی همهٔ پروتکل‌های وُیپ سنتی، پهنای باند تلف شدهٔ مصرفی برای سرآیند بسته‌هاست. به‌طور معمول، برای ارسال یک G.۷۲۳٫۱ با روش فشرده‌سازی صدا ۶/۵ کیلوبیت بر ثانیه، به پهنای باند ۱۸ کیلوبیت بر ثانیه مبتنی بر نرخ‌های نمونهٔ استاندارد نیاز است. اختلاف بین ۶/۵ کیلوبیت بر ثانیه و ۱۸ کیلوبیت بر ثانیه سرآیندهای بسته‌است. تعدادی تکنیک‌های بهینه‌سازی استفاده از پهنای باند از قبیل منع سکوت و فشرده‌سازی سرآیند وجود دارد. این می‌تواند به‌طور عادی ۳۵٪ پهنای باند استفاده شده را، ذخیره کند.
تکنیک‌های تهویهٔ VoIP از قبیل TDMoIP می‌تواند سربار پهنای باند را تا دو برابر بیشتر به‌وسیلهٔ انتقال چندتایی پیام‌های محاورات چندگانه که برای همان مقصد عنوان‌گذاری می‌شوند و آن‌ها را به‌داخل همان بسته‌ها کپسول می‌کند، کاهش دهد؛ زیرا سربار سرآیند بسته، بین بسیاری جریان‌های هم‌زمان تسهیم شده‌است، TDMoIP می‌تواند نزدیک به هزینهٔ کیفیت شنیداری، یک سربار سرآیند بستهٔ بر هر جریان، فقط در حدود ۱ کیلوبیت بر ثانیه را پیشنهاد دهد.